# Szolnay Sándor-díj
A Szolnay Sándor-díj az Erdélyi Magyar Közművelődési Egyesület képzőművészeti díja.

## A díj
A díj a képzőművészeti szakterület legjobbjainak művészi és közművelődési tevékenysége elismeréséül szolgál. Névadója Szolnay Sándor (1893–1950), a 20. század első felének egyik legjelentősebb festőművésze, aki 1929-ben Kós Károllyal együtt megalakította a romániai magyar hivatásos képzőművészek érdek- és értékvédelmi szervezetét, a Barabás Miklós Céhet.

## Díjazottak[1]
- 2024: Forró Ágnes keramikus, grafikusművész, művészetterapeuta
- 2023: Erőss István (grafikusművész) Budapesti Képzőművészeti Egyetem rektora
- 2022: Kocsis Rudolf szobrászművész, egyetemi tanár
- 2021: Unipan Helga grafikus, illusztrátor, könyvtervező
- 2020: Sánta Csaba szobrászművész[2]
- 2019: Bordy Margit festőművész[3]
- 2018: Árkossy István grafikus, festőművész[4]
- 2017: Gergely Zoltán szobrászművész[5]
- 2016: Kákonyi Csilla képzőművész[6]
- 2015: dr. Tosa Szilágyi Katalin festőművész[7]
- 2014: Nagy Enikő iparművész, festő
- 2013: Székely Géza grafikus, festő, könyvillusztrátor
- 2012: Köllő Margit(wd) textilművész
- 2011: Feszt László grafikus
- 2010: Tőzsér József könyvkiadó, Kozma Mária szerkesztő
- 2009: Murádin Jenő művészettörténész, szerkesztő
- 2008: Soó Zöld Margit grafikus, festő, illusztrátor
- 2006: Ujvárossy László illusztrátor
- 2005: Novák Ildikó(wd) textilművész, Szabó Bokor Márta(wd) keramikus és Németh Júlia
- 2004: Sipos László festőművész, grafikus
- 2002: Károly Sándor(wd) szobrászművész, Károly-Zöld Gyöngyi textilművész[8]
- 1998: Vinczeffy László festő, illusztrátor, Vargha Mihály szobrászművész, muzeológus